# オーバープレンドルフ郡

オーバープレンドルフ郡
Bezirk Oberpullendorf

オーバープレンドルフ郡（オーバープレンドルフぐん、独: Bezirk Oberpullendorf）は、オーストリアのブルゲンラント州にある郡（Bezirk; 行政管区とも訳される）。郡庁所在地はオーバープレンドルフ。
北西でマタースブルク郡と、西でニーダーエスターライヒ州のウィーナー・ノイシュタット＝ラント郡と、南西でオーバーヴァルト郡と接する。東はハンガリーとの国境となっており、北東でジェール・モション・ショプロン県と、南東でヴァシュ県とそれぞれ接する。
オーバープレンドルフ郡には以下の28の市町村（Gemeinde; ゲマインデ）がある。そのうちオーバープレンドルフが市（Stadt）に、13自治体が町（Marktgemeinde; 市場町）に指定されている。
- ドイチュクロイツ Deutschkreutz （町）
- ドラースマルクト Draßmarkt （町）
- フランケナウ＝ウンタープレンドルフ Frankenau-Unterpullendorf
- グロースヴァラスドルフ Großwarasdorf
- ホリチョン Horitschon （町）
- カイザースドルフ Kaisersdorf
- コーバースドルフ Kobersdorf （町）
- ラッケンバハ Lackenbach
- ラッケンドルフ Lackendorf
- ロッケンハウス Lockenhaus （町）
- ルッツマンスブルク Lutzmannsburg （町）
- マンナースドルフ・アン・デア・ラープニッツ Mannersdorf an der Rabnitz
- マルクト・ザンクト・マルティーン Markt Sankt Martin （町）
- ネッケンマルクト Neckenmarkt （町）
- ノイタール Neutal
- ニキッチ Nikitsch
- オーバーロイスドルフ Oberloisdorf
- オーバープレンドルフ Oberpullendorf （市）
- ピルガースドルフ Pilgersdorf
- ピリングスドルフ Piringsdorf
- ライディング Raiding （町）
- リッツィング Ritzing
- シュタインベルク＝デルフル Steinberg-Dörfl （町）
- シュトープ Stoob （町）
- ウンターフラウエンハイト Unterfrauenhaid （町）
- ウンターラープニッツ＝シュヴェントグラーベン Unterrabnitz-Schwendgraben
- ヴァイングラーベン Weingraben
- ヴェッパースドルフ Weppersdorf （町）